# ۱۳ لت قزاقستان
۱۳ لت قزاقستان (به قزاقی: 13 let Kasakhstan) یک منطقهٔ مسکونی در قزاقستان است که در شهرستان مارتوک واقع شده‌است. ۱۳ لت قزاقستان ۱۲۳ نفر جمعیت دارد.